# Dhemaji (stad)
Dhemaji is een dorp in het district Dhemaji van de Indiase staat Assam. 

## Demografie
Volgens de Indiase volkstelling van 2001 wonen er 11.851 mensen in Dhemaji, waarvan 54% mannelijk en 46% vrouwelijk is. De plaats heeft een alfabetiseringsgraad van 76%. 